# Sainte-Soline
Sainte-Soline är en kommun i departementet Deux-Sèvres i regionen Nouvelle-Aquitaine i västra Frankrike. Kommunen ligger i kantonen Lezay som tillhör arrondissementet Niort. År 2022 hade Sainte-Soline 345 invånare.

## Befolkningsutveckling
Antalet invånare i kommunen Sainte-Soline
| Referens: INSEE |